# Józef Hauke

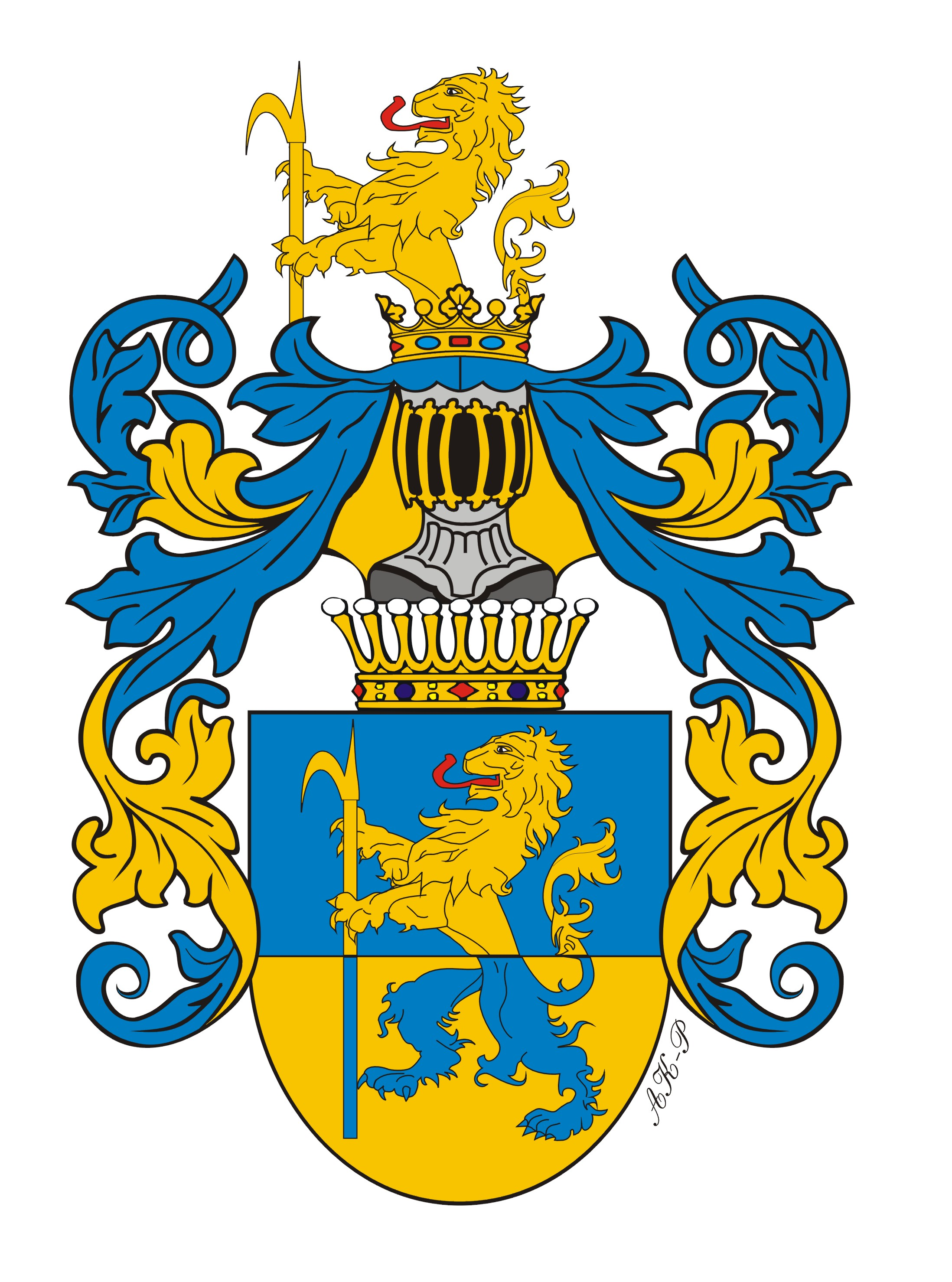
Bosak

Józef Hauke herbu Bosak, hrabia, (ur. 14 lutego 1790, Warszawa, zm. 6 kwietnia 1837, Petersburg) – oficer Legionów Dąbrowskiego i wojsk Księstwa Warszawskiego, generał major wojsk Imperium Rosyjskiego. 

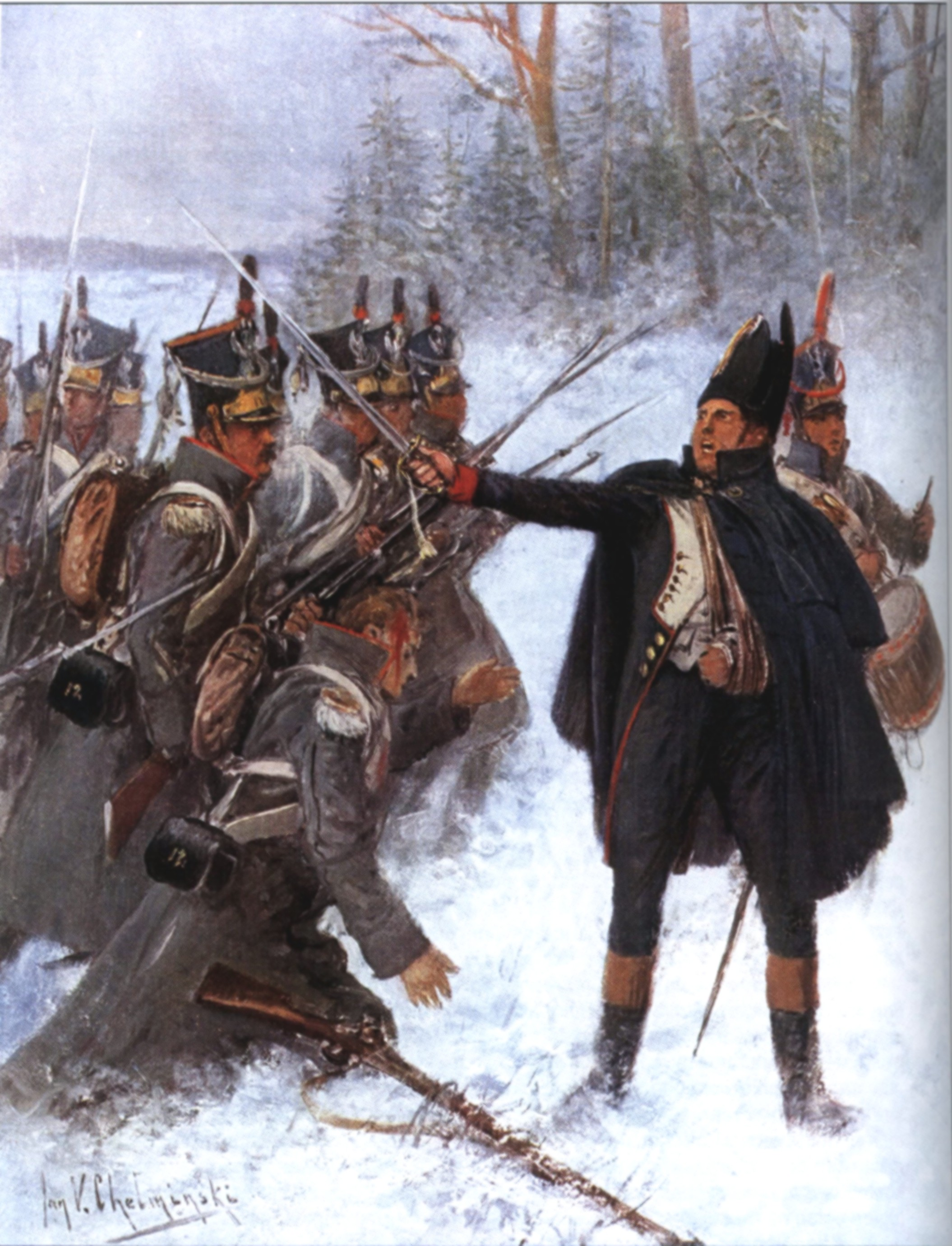
12 Pułk Piechoty Księstwa Warszawskiego

## Zarys biografii
Józef Hauke był najmłodszym synem profesora Liceum Warszawskiego, Fryderyka Haukego i jego małżonki Salomei ze Schweppenhäuserów. Mając lat 16 zaciągnął się do Legionów Dąbrowskiego, gdzie w randze podporucznika został przydzielony do sztabu głównodowodzącego. Po stworzeniu Księstwa Warszawskiego wstąpił do jego armii i służył od roku 1807 jako porucznik w 12 PP. Pół roku później przydzielono go jako adiutanta do boku starszego o 15 lat brata, wówczas już generała, Maurycego Haukego. W roku 1808 Józef został odznaczony Złotym Krzyżem orderu Virtuti Militari, w roku 1813 w czasie walk o Twierdzę Zamość otrzymał bardzo rzadko przyznawany Krzyż Kawalerski (III.kl.) tego odznaczenia.
Po utworzeniu Królestwa Kongresowego Hauke pozostał w wojsku i działał jako kapitan w Kwatermistrzostwie Generalnym, gdzie parę lat później dosłużył się stopnia pułkownika. Po wstąpieniu Mikołaja I na tron rosyjski i polski Hauke został mianowany fligeladiutantem monarchy. Wraz z kilkudziesięcioma oficerami Wojsk Polskich wziął udział w 1828 roku w wojnie rosyjsko-tureckiej. W roku 1830 wystąpił ze służby czynnej i przeniósł się do Petersburga, ale nadal piastował funkcję adiutanta przybocznego cesarza i w roku 1833 otrzymał ostatni swój awans na generała majora wojsk rosyjskich.
Żonaty z Karoliną ze Steinkellerów (1803-1874), która pochodziła ze znanej warszawskiej rodziny przemysłowców o korzeniach niemieckich, miał z nią czworo dzieci:
- Salomeę Marię (zm. 1894), która wyszła w 1857 za sycylijskiego księcia Mikołaja Fiumesalato, markiza di San Cataldo, i zmarła w Palermo;
- Aleksandra (1832-1855), porucznika rosyjskich huzarów;
- Józefa (1834-1871), sławnego generała Bosaka w powstaniu styczniowym;
- Marię, zmarłą w wieku dziecięcym w Warszawie.

W 1826 Józef Hauke otrzymał wraz z obydwoma braćmi dziedziczne szlachectwo Królestwa Polskiego, a w 1830 tytuł hrabiowski Imperium Rosyjskiego. Linia wygasła po mieczu ze śmiercią jego wnuka Maurycego Józefa (1870-1949), syna gen. Bosaka, osiadłego w Cannes, bezdzietnego.
Był członkiem polskiej loży wolnomularskiej Bouclier du Nord w 1818 roku

### Odznaczenia
- Order Virtuti Militari IV kl. (1808)
- Order Virtuti Militari III kl. (1813)
- Legia Honorowa (1813)
- Order św. Anny II kl. (1818)
- Order Orła Czerwonego III kl. (1819)
- Order św. Anny II kl. z brylantami (1823)
- Znak Honorowy za 20 lat służby (1830)[3]